# Steirastoma aethiops
Steirastoma aethiops är en skalbaggsart som beskrevs av Bates 1862. Steirastoma aethiops ingår i släktet Steirastoma och familjen långhorningar. Inga underarter finns listade i Catalogue of Life.